# CILANE
La CILANE (en francès: Commission d'information et de liaison des associations nobles d'Europe) és una organització suprema que coordina els assumptes culturals i socials referents a la noblesa europea. Va ser fundada l'abril de 1959 i té la seu París. La tasca de la federació és dirigida per un coordinador, que és elegit cada tres anys. És l'encarregat de preparar les reunions de CILANE, que se celebren a la primavera i a la tardor, així com de fer complir amb les decisions que s'hi prenen. Les reunions de primavera són organitzades a París, mentre que les de tardor se celebren de forma rotativa en els diferents estats membres. Per ordre alfabètic, els membres d'aquesta organització són: Alemanya, Bèlgica, Dinamarca, Finlàndia, França, Països Baixos, Hongria, Itàlia, Portugal, Regne Unit, Rússia, Suècia, Suïssa i el Vaticà.
A causa de la posició de la Diputació Permanent i del Consell de la Grandesa i Títols del Regne de reconèixer només com a tals els títols estrangers si «...la successió en aquests títols només s'ha de reflectir quan hagin estat posseïts per persones que hagin reconegut la successió de reis efectivament regnant, però no reclamants o titulars a l'exili de regnes desapareguts", particularment en "...en el cas dels títols de l'extint Regne de les Dues Sicílies, aquest regne ja no existeix i els reclamants són monarques no regnants efectivament", i les consegüents divisions internes al seu si, Espanya no té representació oficial en l'organització coordinadora de la noblesa europea CILANE.